# Josef Zemp (Kunsthistoriker)

Josef Zemp, um 1914

Josef Zemp (* 17. Juni 1869 in Wolhusen; † 4. Juli 1942 in Zürich) war ein Schweizer Kunsthistoriker und einer der bedeutendsten Schüler von Johann Rudolf Rahn.

## Leben
Josef Zemp war der Schwiegersohn des Luzerner Goldschmieds und Antiquitätenhändlers Karl Silvan Bossard. 1894 entdeckte Josef Zemp im Benediktinerkloster St. Johann in Müstair zusammen mit Robert Durrer vermeintlich mittelalterliche Wandmalereien, die sie jedoch erst später als karolingisch erkannten. Im Jahr 1894 wurde er Assistent am Landesmuseum Zürich und 1904 dessen Vizedirektor.
Für den Sammler Augustus Edward Jessup war er bei der Modernisierung des Schlosses Lenzburg 1892 als Berater tätig.
Zemp lehrte Kunstgeschichte an den Universitäten Freiburg im Üechtland und Zürich sowie an der ETH Zürich. Von 1934 bis 1942 leitete er als Präsident die Eidgenössische Kommission für Denkmalpflege.

## Schriften (Auswahl)
- Die schweizerischen Bilderchroniken. Zürich 1897. Internet Archive
- Die Backsteine von St. Urban. In: Festgabe auf die Eröffnung des Schweizerischen Landesmuseums in Zürich am 25. Juni 1898. Zürich 1898. S. 109–170.
- Die Kunst der Stadt Freiburg im Mittelalter. In: Freiburger Geschichtsblätter, Jg. X, 1903, S. 182–236. (Digitalisat)
- Das Kloster St. Johann zu Münster in Graubünden. Unter Mitwirkung von Robert Durrer. In: Kunstdenkmäler der Schweiz. Mitteilungen der schweizerischen Gesellschaft für Erhaltung historischer Kunstdenkmäler. Neue Folge 5–7, Genf 1906–1911.